# Tilikum

Mappa del viaggio della Tilikum

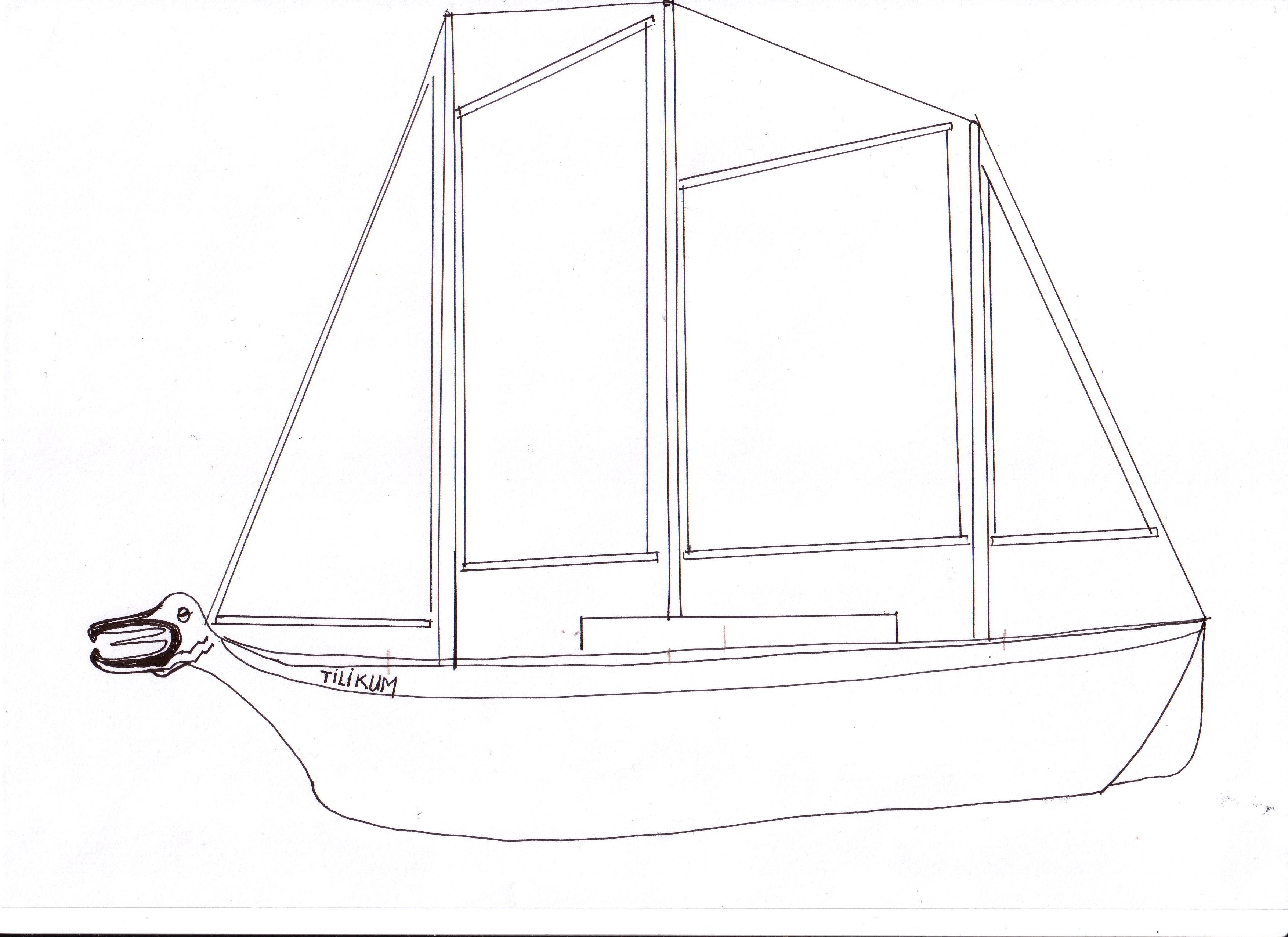
La Tilikum nel 1901, prima della partenza

La Tilikum era una piroga di 12 m. che venne usato per un tentativo di  circumnavigazione del globo iniziato nel 1901. La barca era una canoa degli indiani "Nootkan" (Nuu-chah-nulth), che era già vecchia quando venne acquistata dal capitano John Voss nell'aprile 1901, infatti era stata costruita all'inizio del XIX secolo, scavata da un unico grande tronco di cedro rosso. La  Tilikum  venne acquistata per 80 dollari d'argento, da un'indigena, con una cerimonia di trasferimento presumibilmente sigillata da una bottiglia di whisky. Il nome Tilikum significa "amico" in Chinook jargon (il pidgin commerciale, parlato sulla costa del Pacifico nord-occidentale).
La barca venne riparata, rinforzata, coperta ed attrezzata con un bompresso, tre alberi e vele per un totale di 21 metri-quadri. La  Tilikum  venne varata nel porto di Oak Bay, nella Columbia Britannica il 20 maggio 1901, capitanata da Voss, accompagnato dal suo compagno di ventura, Norman Luxton. 
Dopo 10.000 miglia (circa 16000 km) e cinque mesi di navigazione nel Pacifico, Tilikum toccò terra sull'atollo di Penrhyn nelle Isole Cook, il 2 settembre 1901.
Ripartiti dopo una ventina di giorni, arrivati alle Figi, la barca andò a sbattere contro la barriera corallina e Luxton venne catapultato fuori, rimase gravemente ferito dal corallo, tanto che il 17 ottobre 1901, sofferente per la coral fever (la febbre provocata dall'inoculazione del muco velenoso dei coralli) e demoralizzato, Luxton fu costretto ad abbandonare il viaggio a Suva .
Voss intanto aveva incontrato un altro avventuriero di buona famiglia, Walter L. Begent, nato in Tasmania, il quale accettà di seguirlo. Il 23 ottobre 1901 i due partono alla volta di Sydney, ma quando il Tilikum vi arriva, a metà novembre, a bordo c'è solo Voss, in bruttissime condizioni, che racconta come il compagno fosse scomparso in mare durante una tempesta. Voss è ricoverato in ospedale, dove deve difendersi dai sospetti di omicidio.
Il 13 March 1902 il Tilikum arriva a Melbourne, dove la barca viene esposta in pompa magna,  prima in Collins Street e poi all'Exhibition Building, ma durante il trasporto un gancio si rompe e lo scafo resta danneggiato in cinque punti. Voss ripara personalmente le falle utilizzando sottili centine metalliche, permettendo all'imbarcazione di ripartire per la Nuova Zelanda, dove Voss tiene una serie di conferenze.
Il 17 agosto 1902, Voss con un nuovo compagno (alla fine del viaggio, la Tilikum risulterà aver avuto come equipaggio, oltre Voss, altre 10 persone), riparte, passando lo Stretto di Torres, traversando l'Oceano Indiano ed arrivando, dopo numerose peripezie a Durban, in Sudafrica.
Con un nuovo equipaggio, la barca riparte, doppiando il Capo di Buona Speranza ed entrando in Atlantico, la Tilikum fa scalo a Sant'Elena e poi in Brasile, a Pernambuco,  per arrivare finalmente a londra nel settembre del 1904.
Voss venne eletto Fellow della Royal Geographical Society di Londra dopo aver tenuto parecchie conferenze sul viaggio in tutta la Gran Bretagna. Tornato in Canada e constatato che la moglie aveva lasciato il domicilio coniugale, divorziò e si risposò poco dopo, ma la nuova moglie morì di malattia dopo qualche mese. Partì per la California per cercare nuove fortune, ma morì il 27 febbraio 1922.
Il capitano John Voss pubblicò le sue memorie di viaggio, col titolo The Venturesome Voyages of Captain Voss nel 1913.
La  Tilikum  è stato messo in mostra a Londra, poi ha cambiato di proprietà diverse volte, perdendo nel tempo, il bompresso e gli alberi. Nel 1929, le Furness Shipping Line riportarono la Tillikum in Canada, dove, dopo diversi restauri venne collocata nel 1965, al Maritime Museum of British Columbia di Victoria, dove ancora può essere ammirata.

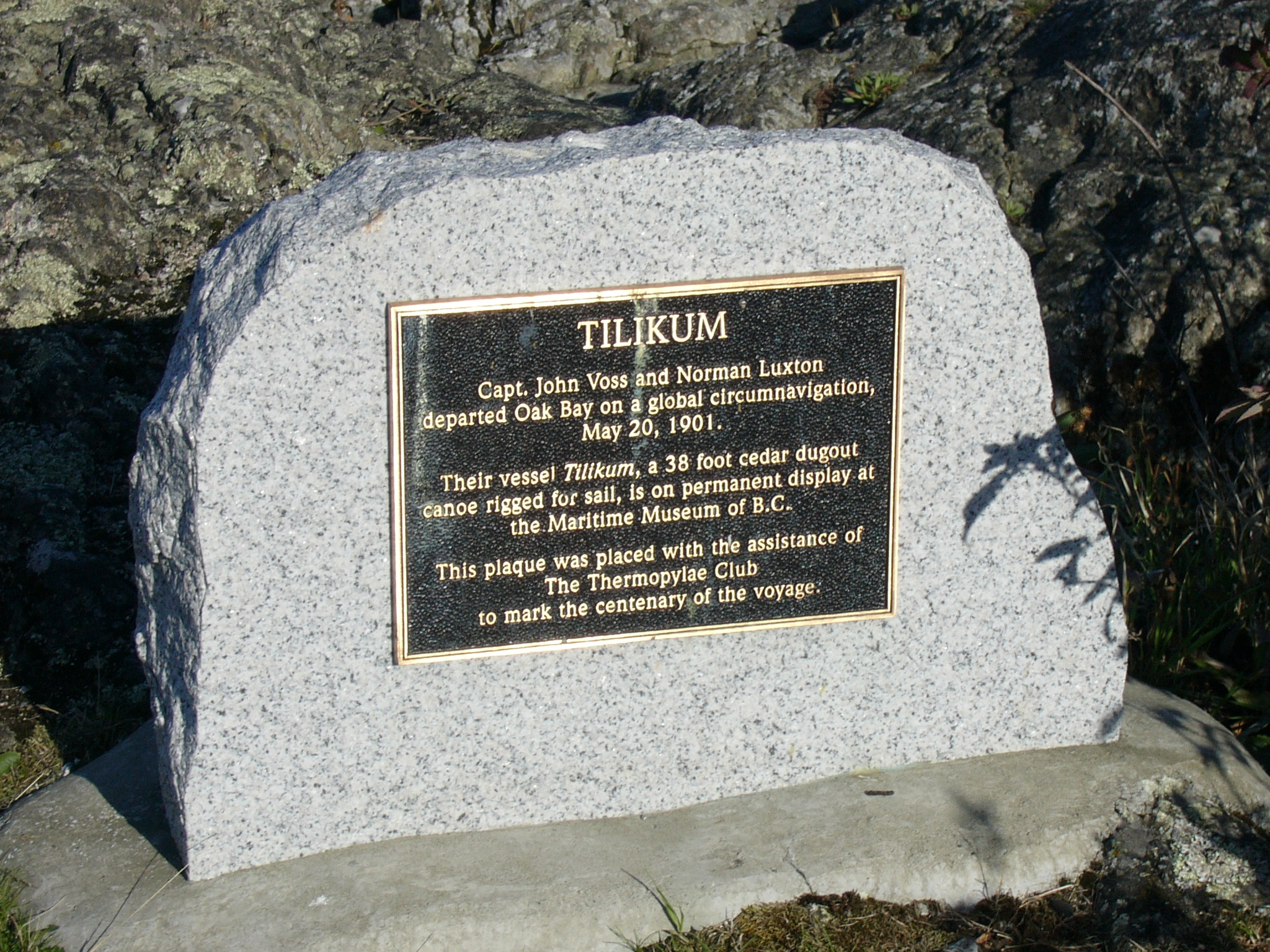
Lapide commemorativa del viaggio della Tilikum a Oak Bay (Canada)

Nel 1971, Eleanor, la figlia di Norman Luxton, fece pubblicare Tilikum Journal, le note del viaggio scritte dal padre.